# Портовенере
Портовенере (итал. Portovenere) је насеље у Италији у округу Ла Специја, региону Лигурија.
Према процени из 2011. у насељу је живело 1025 становника. Насеље се налази на надморској висини од 18 м.

## Становништво
Према резултатима пописа становништва 2011. у општини је живело 3.702 становника.
| 1931. | 1936. | 1951. | 1961. | 1971. | 1981. | 1991. | 2001. | 2011. |
| ----- | ----- | ----- | ----- | ----- | ----- | ----- | ----- | ----- |
| 6.968 | 5.592 | 6.057 | 5.335 | 5.187 | 4.781 | 4.534 | 4.097 | 3.702 |